# Andrea Carlo Cappi
Andrea Carlo Cappi, noto anche con lo pseudonimo di Alex Montecchi, François Torrent o Andrew Cherry (Milano, 8 settembre 1964), è uno scrittore, traduttore, sceneggiatore, curatore editoriale e blogger italiano.
Si occupa soprattutto di letteratura noir, thriller e avventurosa, ma ha scritto anche storie umoristiche, horror, fantasy e fantascientifiche (con alcune incursioni anche nel fumetto).

## Biografia
Ha scritto una cinquantina di titoli tra romanzi, raccolte di racconti e saggi, collaborato a sceneggiature di fumetti e fiction radiofonica, curato antologie e collane per numerose case editrici Molti suoi romanzi e racconti sono ambientati in un universo thriller-spionistico denominato Kverse, in buona parte pubblicato dai periodici Segretissimo e Giallo Mondadori, nel quale si intrecciano quattro personaggi ricorrenti: l'italiano Carlo Medina, killer professionista, protagonista di tre romanzi e numerosi romanzi brevi e racconti, i primi dei quali raccolti in volume, e apparso anche in molte storie della serie Agente Nightshade; la spagnola Mercy "Nightshade" Contreras,, contractor per servizi segreti di vari paesi, protagonista di dodici romanzi e vari tra racconti e romanzi brevi (pubblicati spesso sotto lo pseudonimo François Torrent); lo spagnolo Toni "Black" Porcell, detective privato senza licenza, protagonista di due romanzi e una raccolta di racconti; Rosa "Sickrose" Kerr, killer boliviana apparsa più volte nella serie Agente Nightshade e in un racconto autonomo. Ha creato personaggi di contaminazione tra generi quali il Cacciatore di Libri (detective milanese bibliofilo, protagonista di un ciclo di racconti e romanzi in cui si alternano giallo e fantastico, spesso con elementi umoristici), e padre Antonio Stanislawsky (agente speciale al servizio di un Vaticano del futuro, le cui avventure mescolano fantascienza, giallo d'azione e horror), apparso in un ciclo di romanzi brevi e racconti pubblicati in una decina di antologie.
Ha scritto romanzi e racconti originali con protagonisti personaggi del fumetto italiano, a cominciare da quattro romanzi con Martin Mystère, creato da Alfredo Castelli, per il quale ha collaborato in passato a sceneggiature a quattro mani con Andrea Pasini, per albi disegnati da Lucia Arduini; con questa serie, per La Donna Leopardo ha vinto il Premio Italia 2018 per il miglior romanzo fantasy italiano, mentre a Le guerre nel buio è stato assegnato il Premio Atlantide 2019 per la miglior storia di Martin Mystère. Ha firmato inoltre quattro romanzi con Diabolik ed Eva Kant, personaggi creati da Angela e Luciana Giussani. Ha scritto pastiche ispirati al personaggio di Fantômas di Allain e Souvestre, e un breve ciclo di racconti surrealisti con protagonista il commissario Magritte. Con Paolo Brera ha dato vita alla spia dell'Ottocento Josè Pau, protagonista del romanzo Il Visconte/La spia del Risorgimento,. Nel 2014 ha inaugurato una serie di genere horror-erotico dal titolo Danse Macabre, al momento costituita da due romanzi e tre racconti. Ha scritto un romanzo, alcuni romanzi brevi e una raccolta di racconti in ebook a quattro mani con la scrittrice Ermione. È autore inoltre di numerosi romanzi brevi e racconti senza personaggi fissi, molti dei quali mutuano i titoli dai Carmina Burana di Carl Orff. Un aspetto particolare della sua produzione è rappresentato poi dai racconti dal vivo: storie brevi, spesso in chiave comica, improvvisate in pochi minuti durante lezioni o performance, sulla base di un incipit e varie frasi stabilite dal pubblico. Per RadioRAI ha sceneggiato insieme ad Arturo Villone ed Elena Del Mastro il serial Mata Hari - La doppia vita di Greta Zelle con Veronica Pivetti (2003).
Come saggista si è occupato di tecniche di scrittura e aspetti della narrativa di genere, di delitti e spie celebri, e di cinema. Ha collaborato in varie vesti con Il Giallo Mondadori (dal 1993 al 1997), Delitti & Misteri (Edizioni Raffi, 1996-1997), G - La rivista del giallo (Il Minotauro 1996-1999); per De Agostini ha collaborato al progetto Il grande cinema di Federico Fellini e scritto i testi per Il mito Clint Eastwood e Dimensione Ignoto-The X Files Collection. Ha inoltre pubblicato articoli sulle riviste Maxim, Almanacco del Mistero, Addictions, Scrivere, LiveIn, Civiltà e Come eravamo. Nel 2016 ha realizzato in edicola lo speciale monografico Delitti italiani. Con lo scrittore Andrea G. Pinketts ha dato vita a M-Rivista del mistero (2000-2008) di cui è stato direttore editoriale. Per Sonzogno ha curato i volumi de I bestseller del crimine (2003-2004). Dal 2011 gestisce il blog Borderfiction ideato dallo scrittore Giancarlo Narciso e dal 2015 condivide con il poeta Fabio Viganò il blog Il Rifugio dei Peccatori.
Come traduttore si è occupato di numerosi autori, soprattutto nel campo del giallo. Dalla lingua inglese, opere di scrittori come Arthur Conan Doyle, Dashiell Hammett, Raymond Chandler, Erle Stanley Gardner, Ian Fleming, Jeffery Deaver, Douglas Preston & Lincoln Child e titoli dei franchise di Clive Cussler e James Patterson; dallo spagnolo, romanzi di Matilde Asensi, Miguel Barroso, Paco Ignacio Taibo II, Pedro Casals, Andreu Martín. È noto soprattutto come traduttore e curatore di edizioni italiane delle avventure di James Bond 007, personaggio a cui ha dedicato numerosi saggi, spesso scritti con Edward Coffrini Dell'Orto.
Autore, presentatore e ospite di programmi radio e televisivi, è attivo come organizzatore e conduttore di eventi letterari e presentazioni di libri. In particolare, dal 1994 al 2018 ha affiancato lo scrittore Andrea G. Pinketts nelle serate del Seminario per giallo e bar a Milano e in manifestazioni in tutta Italia. In collaborazione con Fnac Cultura e Comunicazione ha realizzato nell'ottobre 2003 la manifestazione Lezioni di giallo, svoltasi per tutto il mese a Milano, Torino, Genova, Verona e Napoli. Tra il 2000 e il 2005 ha allestito e curato l'archivio delle illustrazioni del pittore Carlo Jacono, del quale ha organizzato varie mostre.

## Premi
- Premio Italia 2018 (miglior romanzo fantasy italiano per La Donna Leopardo)[25]
- Premio Atlantide 2019 (migliore storia di Martin Mystère per Le guerre nel buio)

## Opere
Andrea Carlo Cappi ha scritto oltre cinquanta tra romanzi, antologie di racconti e saggi critici, sceneggiature di fumetti e fiction radiofonica, oltre ad avere curato antologie di racconti per numerose case editrici, tra cui:
- Diabolik. Il romanzo del film, Mondadori, 2021, ISBN 978-88-04-736080
- Nightshade. Obiettivo Sickrose, Oakmond Publishing, 2020, ISBN 978-39-62072-06-3
- Nightshade. Dossier Contreras, Oakmond Publishing, 2020, ISBN 978-39-62071-96-7
- Nightshade. Progetto Lovelace, Oakmond Publishing, 2019, ISBN 978-39-62071-73-8
- Nightshade. Missione Cuba, Oakmond Publishing, 2019, ISBN 978-39-62071-71-4
- Black Zero, Cordero Editore, 2018, ISBN 978-88-98130-97-9
- Ladykill. Morte accidentale di una lady, Damster, 2017 ISBN 978-88-68103-13-2
- Fenomenologia di Diabolik, NPE, 2017, ISBN 978-88-94818-10-9
- Martin Mystère. L'ultima legione di Atlantide, Centoautori, 2014, ISBN 978-88-68720-08-7
- La settima nota, Alacrán, 2006, ISBN 978-88-89603-40-6